# Pisaura gitae
Pisaura gitae là một loài nhện trong họ Pisauridae.
Loài này thuộc chi Pisaura. Pisaura gitae được Benoy Krishna Tikader miêu tả năm 1970.